# گنادی نوویتسکی
گنادی نوویتسکی (به انگلیسی: Gennady Novitsky) (زاده ۲ ژانویه ۱۹۴۹) سیاستمدار اهل بلاروس می‌باشد وی از سال ۲۰۰۱ تا سال ۲۰۰۳ نخست‌وزیر بلاروس بود.